# 长直乡
长直乡，是中华人民共和国山西省运城市垣曲县下辖的一个乡镇级行政单位。

## 行政区划
长直乡下辖以下地区：
长直村、西交村、前青村、后青村、原峪村、鲁家坡村、烹张村、平原村、涧溪村、寺里沟村、上涧村、古垛村、火星村、南洼村、峪里村、上洼村和黑峪村。